# Oberfränkische Dialekte
Oberfränkische Dialekte ist ein Sammelbegriff für die ostfränkischen und die südfränkischen Dialekte. Aufgrund des Lautstandes ihrer Konsonanten werden sie zum Oberdeutschen gerechnet, sie stehen allerdings zugleich im Übergangsbereich zum Mitteldeutschen. Eine nicht häufig gebrauchte Bezeichnung dieser Dialekte ist Hochfränkisch, die analog zu Niederfränkisch verwendet wird.
Ostfränkisch und Südfränkisch werden auch als Nordoberdeutsch zusammengefasst und von Westoberdeutsch (Schwäbisch und Alemannisch) und Ostoberdeutsch (Bairisch-Österreichisch) unterschieden.